# Trdolesna usnjevka
Trdolesna usnjevka (znanstveno ime Hymenochaete rubiginosa) je gliva iz rodu usnjevk (Hymenochaete).

## Značilnosti
Klobučki pahljačaste oblike so široki od 1 do 4 cm. Zgornja površina je valovita, ima rdečkasto rjave, rjave in črno rjave koncentrične cone, v starosti postane črna. Površina je žametna, robni pas je valovit in svetlejše rdečkasto rjave barve. Je usnjene in žilave konsistence in se lahko trga kot tkanina.
Trosovnica na spodnji strani je gladka in rdečkaste do oranžne barve. V starosti postane temno rjava.

## Razširjenost in življenjski prostor
Raste na štorih in deblih listavcev, predvsem na hrastu in kostanju.

## Mikroskopske značilnosti
Trosi so široko elipsasti in merijo 4–6,5 x 2,5–3,5 μm.

## Podobne vrste
- jelkova apnenka (Trichaptum abietinum)
- pisana ploskocevka (Trametes versicolor)
- tobakasti usnjevec (Hydnoporia tabacina)
- jelševa poličarka (Mensularia radiata)
- dlakava slojevka (Stereum hirsutum)

## Uporabnost
Neužitna.

## Galerija slik
- ilustracija
- trdolesna usnjevka na deblu
- zgornja stran klobučkov
- spodnja stran klobučkov